# سونيا (ممثلة)
سونيا (بالإنجليزية: Sonia)‏ هي ممثلة هندية، ولدت في 4 يونيو 1977 في تاميل نادو في الهند.

## وصلات خارجية
- سونيا على موقع IMDb (الإنجليزية)
- سونيا على موقع قاعدة بيانات الفيلم (الإنجليزية)